# Ardipithecus
Ardipithecus je rod izumrlih primata, pripadnika potporodice Homininae. Još uvijek nije sigurno utvrđeno u kojem je srodstvu ovaj rod s ostalim ljudskim precima, te da li je bio pripadnik tribusa Hominini ili nije. U literaturi su opisane dvije vrste: Ardipithecus ramidus, koja je živjela prije oko 4,4 milijuna godina tijekom ranog pliocena, i Ardipithecus kadabba, koja je pronađena u geološkim strukturama starosti oko 5,6 milijuna godina (kasni miocen).

## Ardipithecus ramidus
A. ramidus je dobio naziv u rujnu 1994. godine. Prvi pronađeni fosil datiran je na temelju stratigrafske pozicije između dva različita vulkanska sloja, starijeg GATC-a (Gaala Tuff Complex) i DABT-a (Daam Aatu Basaltic Tuff) na starost od oko 4,4 milijuna godina. Naziv Ardipithecus ramidus većinom potječe iz afarskog jezika, u kojem Ardi znači "tlo/pod" (posuđeno iz semitskog korijena bilo u amharskom ili arapskom), a ramid znači "korijen". Pithecus na grčkom znači "majmun".
Kao i većina hominida, ali za razliku od svih prethodno priznatih hominina, imao je palac prilagođen za kretanje po drveću. Nije utvrđeno koliko ostale osobine njegovog kostura odražavaju i prilagodbu dvonožnom kretanju na tlu. Kao i kasniji hominini, Ardipithecus je imao reducirane očnjake.
Istraživački tim pod vodstvom Tima Whitea je između 1992. i 1993. godine otkrio prve fosile vrste A. ramidusa, sedamnaest fragmenata, uključujući i lubanju, donju čeljust, zube i kosti ruke iz Afarskog trokuta u riječnoj dolini Srednji Awash u Etiopiji. Kasnije, 1994. godine, otkriveno je još fragmenata, s kojima je poznato 45% cjelokupnog kostura. Ovi su fosili isprva opisani kao ostaci neke vrste Australopithecusa, ali White i njegovi kolege kasnije su objavili bilješku u istom časopisu kojom su pripisali taj fosil novom rodu, Ardipithecus. Između 1999. i 2003. godine, multidisciplinarni tim pod vodstvom Sileshija Semawa otkrio je kosti i zube devet jedinki vrste A. ramidus na zapadnoj granici Afarskog trokuta. Starost fosila procjenjuje se na 4,35 do 4,45 milijuna godina.
Ardipithecus ramidus je imao malen mozak, zapremine između 300 i 350 cm3. Bio je neznatno manji nego kod današnjeg bonoboa ili ženke čimpanze, ali mnogo manji od australopiteka kao što je Lucy (~400 do 550 cm3) i tek oko 20% veličine mozga današnjeg Homo sapiensa. Kao i obične čimpanze, A. ramidus je imao mnogo veći podgriz nego današnji ljudi.
Zubi vrste A. ramidus nisu imali specijalizaciju prisutnu kod ostalih velikih majmuna, što ukazuje na to da je bila opći svejed i voćojed, s ishranom u kojoj nije bilo prisutno mnogo lišća i vlaknastog biljnog materijala (korijenje, lukovice itd.) ili tvrde i abrazivne hranu. Veličina gornjeg očnjaka mužjaka nije se mnogo razlikovala od onog kod ženki. Njihovi gornji očnjaci bili su manje oštri nego kod današnjih čimpanzi djelomično zbog njihove smanjene veličine, jer se veći gornji očnjaci okluzijom oštre o zube u donjoj čeljusti. Osobine gornjeg očnjaka kod A. ramidus u kontrastu su sa spolnim dimorfizmom prisutnim kod današnjih čimpanzi, gdje mužjaci imaju znatno veće i oštrije gornje očnjake od ženki.
Manje izraženi gornji očnjaci kod vrste A. ramidus navode na zaključak o društvenom ponašanju te vrste i starijih hominida. Naročito se koristi kao argument da bi se ukazalo na to da je posljednji zajednički predak hominida i afričkih velikih majmuna bio karakterističan po relativno niskom nivou agresivnosti između mužjaka i grupa. To je izrazito različito od društvenog ponašanja današnjih čimpanzi, gdje je agresivnost između mužjaka i različitih grupa izrazito visoka. Istraživači su u istraživanju iz 2009. izjavili da ta situacija "čini čimpanze modelom ponašanja za drevne hominide."
Ardipitecus ramidus se pojavio nakon posljednjeg zajedničkog pretka ljudi i čimpanza te stoga ne može u potpunosti biti predstavnik tog zajedničkog pretka. Unatoč tome, na nekoliko je načina različit od čimpanzi, što ukazuje na to da se zajednički predak razlikovao od današnjih čimpanzi. Nakon što su se linija ljudi i čimpanza odvojile i jedna i druga prošle su kroz znatne evolutivne promjene. Stopala potonjih specijalizirala su za kretanje po drveću, dok su se stopala vrste Ardipithecus ramidus bolje prilagodila hodanju. Očnjaci vrste A. ramidus su manji i jednake veličine i kod ženki i kod mužjaka, što ukazuje na smanjene sukobe među mužjacima, povećano vezivanje unutar parova i više ulaganja u potomke. "Prema tome, fundamentalne promjene u reprodukciji i društvenom ponašanju vjerojatno su se pojavile kod hominida dugo prije nego što su imali velik mozak i počeli koristiti kamene alate," zaključio je istraživački tim.

### Ardi
Dana 1. listopada 2009. paleontolozi su službeno obznanili otkriće relativno potpunog kostura vrste A. ramidus, koji je iskopan 1994. godine. Fosil predstavlja ostatke ženke od 50 kg, malog volumena mozga, nazvane "Ardi", a uključuje i većinu lubanje i zuba, kao i zdjelicu, ruke i stopala. Otkriven je u Afarskoj pustinji u Etiopiji, na nalazištu poznatom kao Aramis u regiji Srednjeg Awasha. Radiometrijsko datiranje slojeva vulkanskog pepela oko naslaga ukazuju na to da je Ardi živjela prije oko 4,4 milijuna godina. Drugi, međutim, sumnjaju u ispravnost te procjene. Fleagle i Kappelman predlažu da je regija u kojoj je Ardi pronađena teška za datiranje radiometrijskim postupkom, te smatraju da bi se starost Ardi trebala smanjiti na 3,9 milijuna godina.
Znanstvenici koji su opisali taj fosil smatraju da on pojašnjava etapu evolucije čovjeka o kojem se malo znalo, više od milijun godina prije Lucy (Australopithecus afarensis), ikonskog kandidata za ranog ljudskog pretka, koja je živjela prije 3,2 milijuna godina, a otkrivena je 1974. godine, samo 74 km od mjesta otkrića Ardi. Međutim, pošto Ardijin skelet nije stariji od najranijih fosila Australopithecusa za više od 200 000 godina, te bi zapravo mogao biti mlađi od njih, neki istraživači sumnjaju da on može predstavljati izravnog pretka Australopithecusa.
Neki istraživači na osnovu oblika zdjelice i udova i prisutnosti oprečnog palca zaključuju da je "Ardi" bila fakultativni (neobavezni) dvonožac: da se na tlu kretala na dvije noge, ali na drveću na sve četiri. A. ramidus je imao slabije razvijenu sposobnost hodanja od kasnijih hominida i nije mogao daleko hodati i trčati. Zubi ukazuju na svežderstvo i više su generalizirani nego kod današnjih velikih majmuna.

## Ardipithecus kadabba
Ardipithecus kadabba je "poznat samo iz fosiliziranih zuba i djelića kostiju kostura", a smatra se da je star oko 5,6 milijuna godina. Opisuje se kao "vjerojatni predak" vrste A. ramidus. Iako se isprva smatrala podvrstom vrste Ardipithecus ramidus, antropolozi Yohannes Haile-Selassie, Gen Suwa i Tim White su 2004. godine objavili članak u kojem uzdižu A. kadabba na nivo vrste na temelju novootkrivenih zuba iz Etiopije. Ti zubi pokazuju "primitivnu morfologiju i obrazac trošnje", što ukazuje na to da je A. kadabba odvojena vrsta od A. ramidusa.
Naziv vrste potječe od afarske riječi za "primitivnog pretka porodice".

## Način života
Struktura nožnih prstiju i zdjelice vrste A. ramidus ukazuju na to da se on kretao uspravno.
Prema Scottu Simpsonu, fosilni ostaci iz Srednjeg Awasha ukazuju na to da su i A. kadabba i A. ramidus živjele u staništu koje je bilo "mozaik šuma i travnjaka s obližnjim jezerima, močvarama i izvorima," ali potrebno je još istraživanja kako bi se utvrdilo koje je stanište u Goni Ardipithecus preferirao.

## Alternativni pogledi
Istraživači izvan izvorne grupe iz 2009. koja je pružila opis još uvijek nisu istražili fosile Ardipithecusa, a paleobiologija i srodstvo tih stvorenja postalo je predmetom kontroverze. Skeptici tvrde da se mnoge od njegovih osobina, navodno sličnih onima kod hominina, pojavljuju drugdje među živućim, kao i izumrlim primatima, te da dostpuni dokazi ne podržavaju tvrdnju o njegovom statusu hominina i o njegovom načinu kretanja.

## Vanjske poveznice
- Specijal Science Magazine: Ardipithecus (zahtijeva besplatno registriranje), pristupljeno 1. svibnja 2014.
- The Smithsonian Institution's Human Origins Program:
  - Ardipithecus kadabba, pristupljeno 1. svibnja 2014.
  - Ardipithecus ramidus, pristupljeno 1. svibnja 2014.
- Ardipithecus ramidus  Arhivirana inačica izvorne stranice od 8. ožujka 2012. (Wayback Machine) na Archaeology info, pristupljeno 1. svibnja 2014.
- Explore Ardipithecus  Arhivirana inačica izvorne stranice od 4. listopada 2009. (Wayback Machine) na NationalGeographic.com, pristupljeno 1. svibnja 2014.
- Ardipithecus ramidus - članak u Science Journalu, pristupljeno 1. svibnja 2014.
- Otkrivanje Ardija - Discovery Channel, pristupljeno 1. svibnja 2014.